# Причудливые свистуны
Причудливые свистуны (лат. Edalorhina) — род бесхвостых земноводных из семейства Leiuperidae.

## Классификация
На ноябрь 2018 года в род включают 2 вида:
- Edalorhina nasuta Boulenger, 1912. — Странный свистун
- Edalorhina perezi Jiménez de la Espada, 1871. — Причудливый свистун